# 107
107 ou 107 d.C. foi um ano comum do século I que começou e terminou na sexta-feira, de acordo com o Calendário Juliano. a sua letra dominical foi C.
| Ano completo                       |
| ---------------------------------- |
| Ano comum com início à sexta-feira |

## Mortes
- Morte do Papa Evaristo como o cabeça dos cristãos, no dia 26 de outubro do ano 107, recebendo a honra de ser mais um mártir da Igreja Universal.[1]